# Hahncappsia coloradensis
Hahncappsia coloradensis là một loài bướm đêm trong họ Crambidae.